# El comienzo del infinito
El comienzo del infinito: Explicaciones que transforman el mundo es un libro del físico inglés David Deutsch publicado en inglés en 2011 (The Beginning of Infinity: Explanations that Transform the World) y en español, en traducción de Josep Sarret, en 2012. Es el segundo libro de divulgación científica escrito por Deutsch, tras su La estructura de la realidad (The Fabric of Reality) publicado en 1998.

## Sinopsis
El autor define progreso como la búsqueda de buenas explicaciones, explicaciones científicas, capaces de, como reza el subtítulo, transformar el mundo, de la escala atómica a la cósmica. Estas buenas explicaciones a menudo tienen un alcance que va más allá de las circunstancias en que se generan, y en algún caso adquieren alcance universal. Estas últimas son las que nos convierten a los humanos en universal constructors: con el conocimiento adecuado, es la tesis central del libro, podremos alcanzar cualquier objetivo, siempre que no esté prohibido por las leyes de la física.
Siguiendo a Karl Popper, Deutsch mantiene que existe una realidad que puede conocerse. Algunas explicaciones son claramente mejores que otras, lo que no deja lugar al relativismo. Tampoco hay lugar para el empirismo, a pesar de los buenos servicios que éste prestó en la lucha contra el tradicional principio de autoridad. El conocimiento no puede derivarse de los sentidos ya que los sentidos pueden engañar y, además, todo conocimiento está teñido de teoría. El conocimiento avanza a través de conjeturas y refutaciones, y las mejores teorías son aquellas difíciles de variar y que no han sido refutadas todavía.
En el cosmos, por lo que conocemos, aparte del cerebro humano solo existe otra manera de generar conocimiento: por selección natural; la evolución lo crea a través de genes, por procedimientos de variación y selección; los humanos, a través de memes, mediante conjeturas y refutaciones. Los memes son ideas que se copian de cerebro a cerebro, no solo por imitación sino también por el conocimiento de las reglas subyacentes. La cultura no es sino un conjunto de memes que hacen que sus poseedores se comporten de manera similar. Deutsch concibe dos tipos de reproducción de memes: una que genera memes racionales y otra que los dificulta. Los memes anti-racionales han dominado por milenios y todavía lo hacen en las sociedades que llama estáticas. Los racionales, que generan lo que Popper llamó tradiciones de criticismo, en las dinámicas. Tradiciones de criticismo existieron en la antigüedad, por ejemplo en la Atenas clásica, pero duraron poco. La actual, que tiene su inicio en la Ilustración, parece más firmemente establecida, aunque los memes anti-racionales todavía tienen peso. Deutsch menciona como memes que dificultan la creación de conocimiento y más negativos aún que el empirismo ciertas corrientes filosóficas que le sucedieron como el positivismo o el post-modernismo.
En el capítulo Sostenibilidad, Deutsch critica la explicación biogeográfica que ofrece Jared Diamond en Armas, gérmenes y acero sobre las causas de la supremacía de Occidente: en Europa había caballos; en América, no. La explicación es fácil de variar: si los americanos hubieran domesticado llamas para hacer la guerra y conquistado Europa, entonces la justificación hubiera sido que en Europa no había llamas. No se trata de recursos, argumenta, sino de ideas. Para Deutsch, la sostenibilidad es insostenible. Prevenir es mejor que curar, se dice cuando se habla sobre temas como por ejemplo el calentamiento global. Cuando los desastres se ven venir, la prevención puede retrasarlos y así ganar tiempo para buscar la solución, pero siempre habrá desastres que no son previsibles y por lo tanto no prevenibles, y en esos casos solo ideas y tecnología serán de utilidad. Predecir el futuro es fútil ya que no podemos saber cuánto conocimiento se generará antes de que llegue. En todo caso, como cada vez que se soluciona un problema tienden a surgir problemas nuevos, nos hallaremos siempre, como dice el título del libro, en el comienzo del infinito.

## Recepción
En The New York Times, David Albert, profesor de filosofía en la Universidad de Columbia, calificó al libro de “brillante y extraordinario” aunque más que una hipótesis científica nueva, lo que presenta es “un cierto talante basado en una profunda e imaginativa reflexión sobre lo mejor y lo más avanzado de la ciencia”. Peter Forbes en The Independent, valora positivamente las ideas y la manera de pensar de Deutsch; también en The Independent, Dough Johnstone considera brillante la manera en que presenta la teoría de universos múltiples en mecánica cuántica, pero no le parece que la aplicación de sus ideas a temas de estética, creatividad y filosofía moral tenga tanto mérito. En la reseña en The Economist se lee que este libro es tan atrevido” como lo fue el anterior del autor, The Fabric of Reality, y sus conclusiones tan profundas y lo califica de “provocativo y persuasivo”. Kirkus Review considera el libro “una exploración filosófica del concepto de progreso sorprendentemente lúcida y sugerente”.
En español, Miguel Ayuso en El Confidencial valora positivamente la pretensión de Deutsch “de cambiar el paradigma desde el que pensamos el conocimiento”.
Mark Zuckerberg incluyó el libro entre los recomendados en su página personal de Facebook en 2015.